# Kazungula (Sambia)
Kazungula ist eine Grenzstadt in Sambia am Fluss Sambesi beim scheinbaren „Vierländereck“ Sambia, Botswana, Namibia und Simbabwe auf etwa 930 m mit 12.095 Einwohnern (2022). Sie ist der Verwaltungssitz des gleichnamigen Distrikts.

## Geografie
Kazungula liegt etwa 10 km östlich weitläufiger Sambesiauen, die durch die Mambova-Verwerfung gestaut werden. Der Ort liegt an der Schmalstelle des Sambesi gegenüber der Mündung des Cuando. Die Stadt ist ein wichtiges Handelszentrum.
Der nächstgelegene Ort auf der Seite von Botswana heißt ebenfalls Kazungula. Dahinter liegt die Stadt Kasane mit dem Flughafen Kasane. 

## Infrastruktur
Die knapp einen Kilometer lange Kazungula Bridge zwischen Botswana und Sambia wurde im Mai 2021 eröffnet und ist die einzige direkte Landverbindung zwischen den beiden Staaten. Zuvor bestand lediglich ein Fährverkehr über den hier rund 400 Meter breiten Sambesi. 

## Bilder

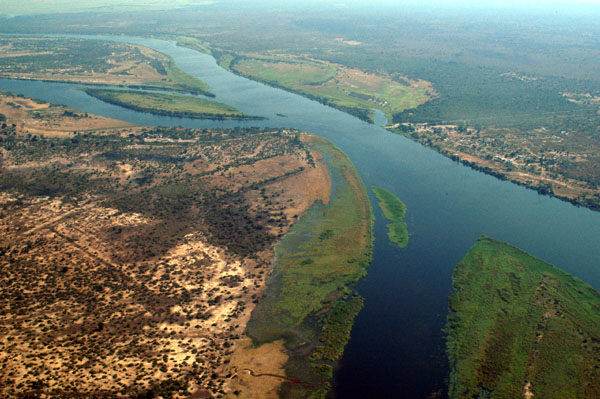
Luftaufnahme von Kazungula (rechte Bildmitte) und dem Sambesi
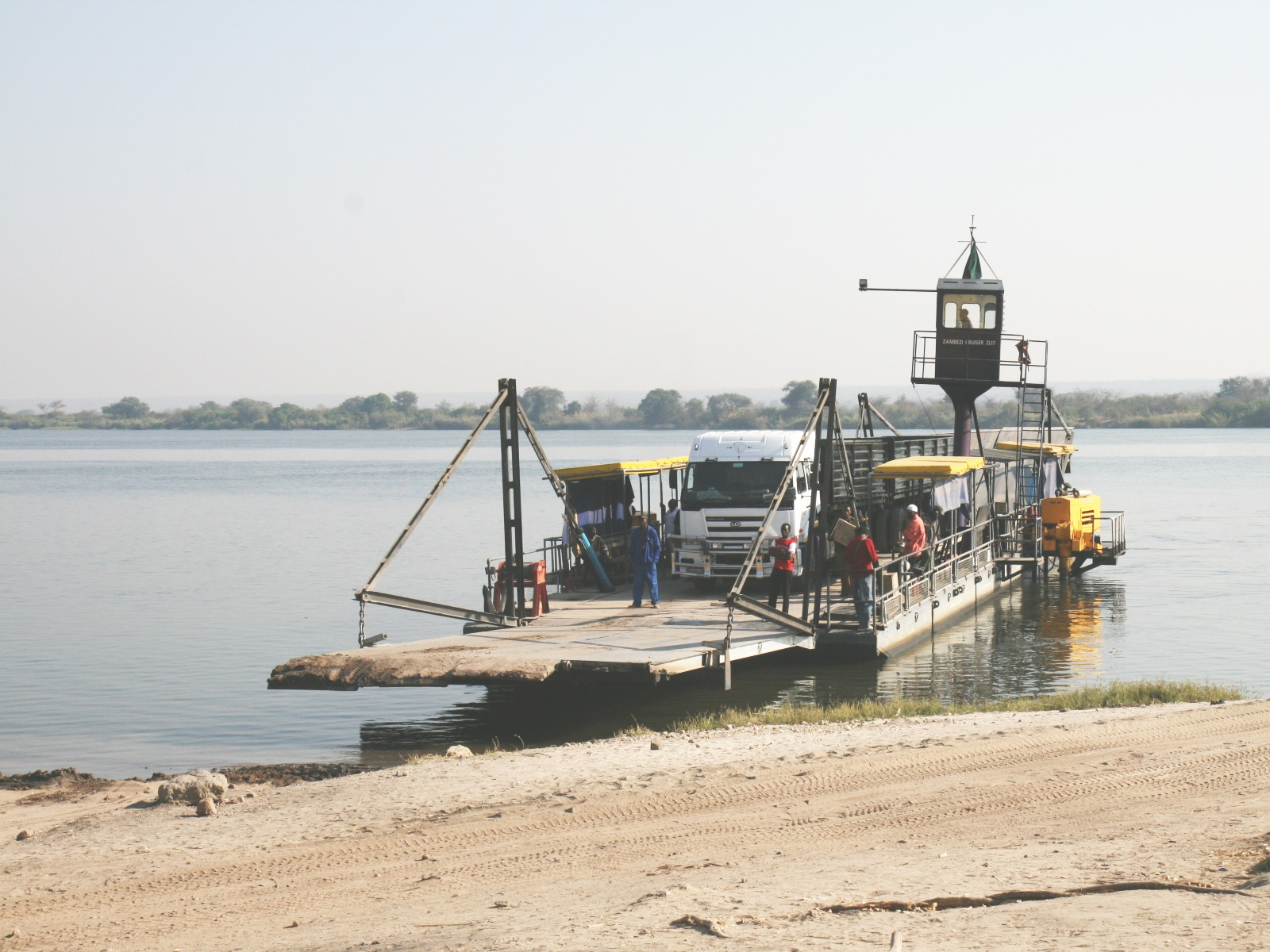
Kazungula Ferry: eine der beiden Fähren
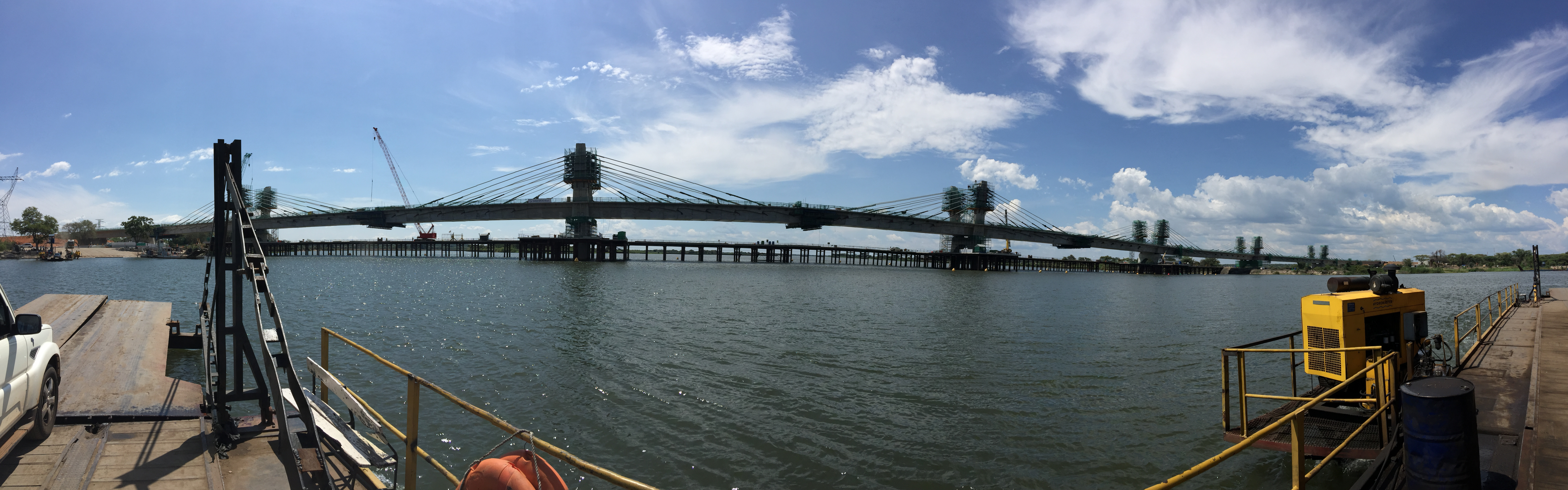
Die neue Brücke kurz vor der Vollendung